# Sutomišćica
Sutomišćica – wieś w Chorwacji, w żupanii zadarskiej, w gminie Preko. W 2011 roku liczyła 336 mieszkańców.